# Tanay (Rizal)
Tanay è una municipalità di prima classe delle Filippine, situata nella Provincia di Rizal, nella regione di Calabarzon.
Tanay è formata da 19 baranggay:
- Cayabu
- Cuyambay
- Daraitan
- Katipunan-Bayan (Pob.)
- Kaybuto (Pob.)
- Laiban
- Mag-Ampon (Pob.)
- Mamuyao
- Pinagkamaligan (Pob.)
- Plaza Aldea (Pob.)
- Sampaloc
- San Andres
- San Isidro (Pob.)
- Santa Inez
- Santo Niño
- Tabing Ilog (Pob.)
- Tandang Kutyo (Pob.)
- Tinucan
- Wawa (Pob.)